# S-40戰車
索瑪S-40戰車（法語：Somua SAu 40），是索瑪S-35戰車的改進型。相較S-35戰車，S-40改用了一臺動力爲220匹的柴油機，增加了底盤長度，多了一對負重輪。另外，S-40改用了更大的新式炮塔ARL 2C。法國曾經於1940年6月考慮過量產這部坦克，但該計劃終因法國投降而不了了之。